# 페드로 솔레
페드로 솔레 후노이(스페인어: Pedro Solé Junoy; 1905년 5월 7일, 카탈루냐 주 바르셀로나 ~ 1982년 2월 25일, 카탈루냐 주 바르셀로나)는 스페인의 전 축구 미드필더이자 감독이다.